# Phaeocatantops sanguinipes
Phaeocatantops sanguinipes är en insektsart som först beskrevs av Boris Petrovich Uvarov 1942.  Phaeocatantops sanguinipes ingår i släktet Phaeocatantops och familjen gräshoppor. Inga underarter finns listade i Catalogue of Life.